# Xuriella prima
Xuriella prima là một loài nhện trong họ Salticidae.
Loài này thuộc chi Xuriella. Xuriella prima được Wanda Wesołowska & Anthony Russell-Smith miêu tả năm 2000.